# David Cole
David Cole (...) è un produttore discografico statunitense che ha lavorato con diversi artisti, fra i quali Bob Seger & The Silver Bullet Band, Melissa Etheridge, Richard Marx, Steve Miller Band, Cake, Vixen, Emerson Drive.
In particolare, Cole è noto per aver contribuito a lanciare la carriera di Richard Marx, di cui ha prodotto i primi due album: l'eponimo Richard Marx (1987) e Repeat Offender (1989) che hanno venduto assieme quasi 10 milioni di copie.

## Discografia parziale
Con Bob Seger:
- Like a Rock
- The Fire Inside
- It's a Mystery
- Face the Promise

Con Melissa Etheridge:
- Skin
- Lucky
- The Awakening

Con la Steve Miller Band:
- Abracadabra
- Italian X-Rays
- Living in the 20th Century

Con Richard Marx:
- Richard Marx
- Repeat Offender[1]